# كليبر (لاعب كرة قدم مواليد 1974)
كليبر (بالبرتغالية: Cléber Guedes de Lima‏) هو لاعب كرة قدم برازيلي في مركز الدفاع، ولد في 29 أبريل 1974 في برازيليا في البرازيل. لعب مع جمعية بورتوغيزا الرياضية وفيتوريا دي غيماريش وفيسوا كراكوف ونادي أحمد غروزني ونادي بيلينينسش ونادي غاما ونادي غواراني ونادي كروزيرو.

## وصلات خارجية
- كليبر (لاعب كرة قدم مواليد 1974) على موقع قاعدة بيانات كرة القدم.إي يو (الإنجليزية)
- كليبر (لاعب كرة قدم مواليد 1974) على موقع Soccerway.com (الإنجليزية)